# إدواردو سوتو دي مورا
إدواردو إليسيو ماتشادو سوتو دي مورا (بالبرتغالية: Eduardo Souto de Moura‏) ولد بتاريخ 25 يوليو 1952، معروف أكثر تحت اسم إدواردو سوتو دي مورا، هو معماري برتغالي، أخوه هو جوسي سوتو دي مورا نائب عام سابق للبرتغال، هو أحد مراجع مدرسة بورتو للعمارة حيث تم تعيينه هناك أستاذا، وقد منح إدواردو جائزة بريتزكر سنة 2011. و منح أيضا جائزة وولف في الفنون سنة 2013.

## حياته ومهنته
ولد سوتو دي مورا في مدينة بورتو و درس فن النحت قبل أن يتوجه للهندسة المعمارية في مدرسة الفنون الجميلة بجامعة بورتو، وحصل على شهادته سنة 1980. من 1974 حتى 1979 عمل إدواردو مع ألفارو سيزا، و قد شجعه هذا الأخير على بدء شركته الخاصة. بدأ سيرته المهنية كمعماري مستقبل سنة 1980، على كل، تعاون إدواردو مع ألفارو على بناء الجناح البرتغالي.
آخر أعمال إدواردو كانت منازل متواضعة، أيضا عمل على بناء مدارس، مراكز تسوق، قاعات سينما، معارض، وذلك غالبا في إسبانيا، إيطاليا، المملكة المتحدة وسويسرا، بين سنتي 1989 و 1997 عمل إدواردو على ترميم دير قديمة من القرن الثاني عشر في مدينة براغا.
من سنة 1981 حتى 1990، كان دي مورا أستاذا بديلا في المدرسة التي درس فيها، ثم لاحقا تم تعيينه كأستاذ. و قد قام بزيارة عدة جامعات حول العالم مثل جامعة جامعة هارفارد و قد شارك في بعض الندوات وألقى العديد من المحاضرات سواء في البرتغال أو في الخارج.

## التقدير

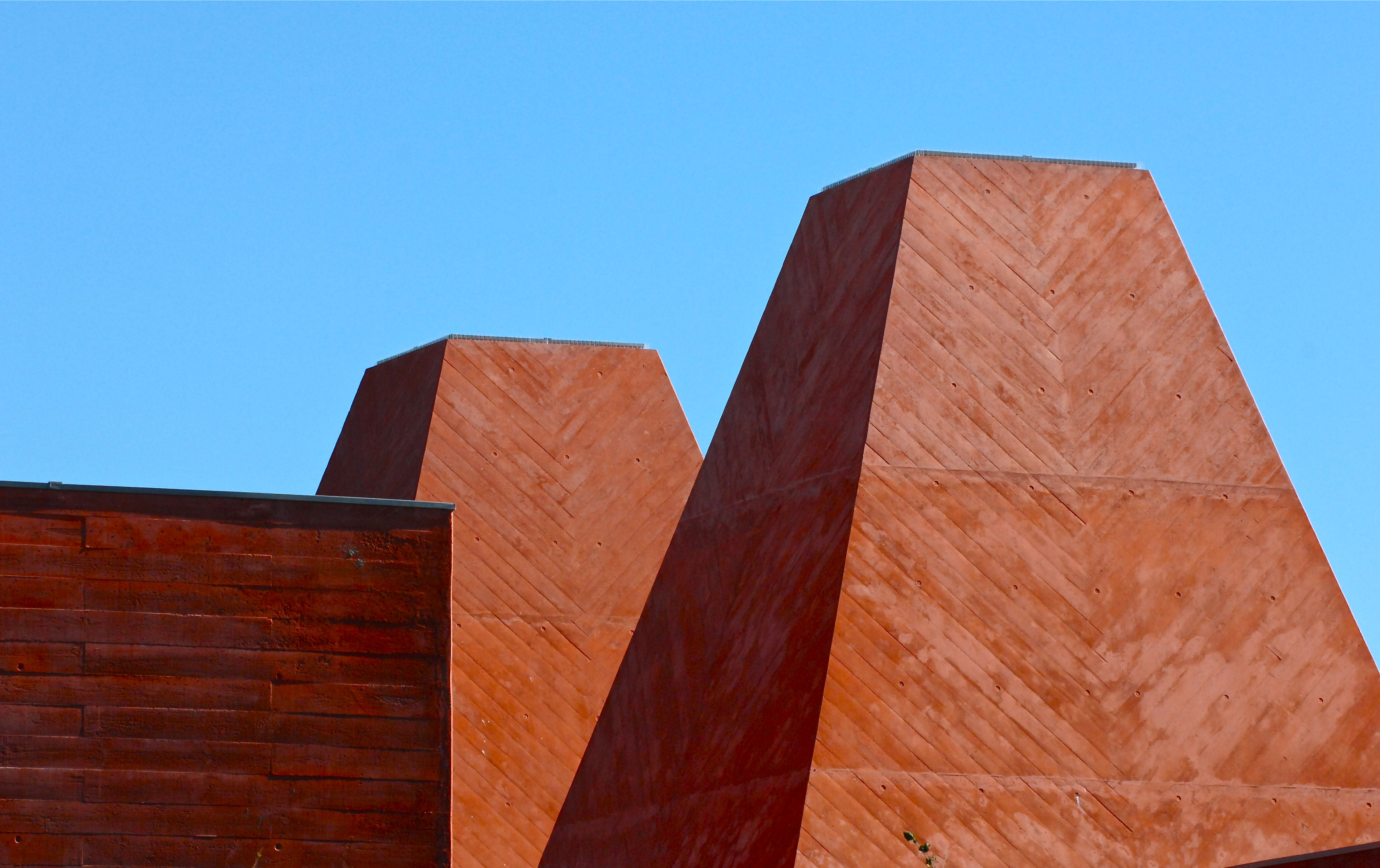
متحف بولا ريجو

تم الإعلان عن فوز دي مورا بجائزة بجائزة بريتزكر بتاريخ 28 مارس 2011، الذي يعتبر أعظم شرف لأي معماري. يعتبر دي مورا ثاني برتغالي يفوز بهذه الجائزة حيث أن ألفارو سيزا هو أول من فاز بها. و قد كان من المقرر أن يتم تقديم الجائزة في شهر أبريل في واشنطن العاصمة لكن تم تسريب الخبر قبل ذلك من قبل منظمة أخبار إسبانية. و قد فاز دي مورا بالجائزة بسبب عمله في ملعب بلدية براغا، برج بورغو، ومتحف بولا ريجو. On 3 January 2012, it was announced Moura is the 2013 جائزة وولف في الفنون winner along with روبرت لانجر.

## أعماله
- سنة 2003 : ملعب بلدية براغا.
- سنة 2004 : ميناء ميترو.
- سنة 2005 : المعرض الأفعواني.

## روابط خارجية
- إدواردو سوتو دي مورا على موقع الموسوعة البريطانية (الإنجليزية)
- إدواردو سوتو دي مورا على موقع مونزينجر (الألمانية)